# Imperfect Harmonies
Imperfect Harmonies es el segundo disco de estudio como solista de Serj Tankian, salió a la venta el 21 de septiembre de 2010. Como hizo con su anterior disco, Elect the Dead, Imperfect Harmonies ha sido producido en el estudio de su casa de Los Ángeles. En este disco, Serj ha mezclado elementos electrónicos y orquestales, “electro-orquestal-jazz-rock” es el nombre que le ha dado al sonido de su nuevo trabajo como solista.

## Lista de canciones
Todas las canciones escritas y compuestas por Serj Tankian. 
| Versiones del álbum |                                                        |          |  |
| N.º                 | Título                                                 | Duración |  |
| 1.                  | «Disowned Inc.»                                        | 4:07     |  |
| 2.                  | «Borders Are...»                                       | 4:38     |  |
| 3.                  | «Deserving?»                                           | 4:05     |  |
| 4.                  | «Beatus»                                               | 4:41     |  |
| 5.                  | «Reconstructive Demonstrations»                        | 5:04     |  |
| 6.                  | «Electron»                                             | 3:46     |  |
| 7.                  | «Gate 21»                                              | 2:43     |  |
| 8.                  | «Yes, It's Genocide»                                   | 3:15     |  |
| 9.                  | «Peace Be Revenged»                                    | 3:59     |  |
| 10.                 | «Left of Center»                                       | 3:06     |  |
| 11.                 | «Wings of Summer» (con Shana Halligan de Bitter:Sweet) | 4:45     |  |

| Edición limitada (Bonus disc) |                                             |          |  |
| N.º                           | Título                                      | Duración |  |
| 1.                            | «Disowned Inc.» (orquestal)                 | 4:11     |  |
| 2.                            | «Borders Are...» (orquestal)                | 4:40     |  |
| 3.                            | «Deserving?» (orquestal)                    | 4:09     |  |
| 4.                            | «Beatus» (orquestal)                        | 4:44     |  |
| 5.                            | «Reconstructive Demonstrations» (orquestal) | 5:06     |  |
| 6.                            | «Peace Be Revenged» (orquestal)             | 3:56     |  |

| Mezclas Orquestales e Instrumentales |                                                            |          |  |
| N.º                                  | Título                                                     | Duración |  |
| 1.                                   | «Disowned Inc.» (orquestal)                                | 4:07     |  |
| 2.                                   | «Borders Are» (orquestal)                                  | 4:38     |  |
| 3.                                   | «Deserving?» (orquestal)                                   | 4:05     |  |
| 4.                                   | «Beatus» (orquestal)                                       | 4:41     |  |
| 5.                                   | «Reconstructive Demonstrations» (orquestal)                | 5:04     |  |
| 6.                                   | «Peace Be Revenged» (orquestal)                            | 3:59     |  |
| 7.                                   | «Goddamn Trigger» (orquestal)                              | 3:21     |  |
| 8.                                   | «Disowned Inc.» (orquestal y instrumental)                 | 4:07     |  |
| 9.                                   | «Borders Are» (orquestal y instrumental)                   | 4:38     |  |
| 10.                                  | «Deserving?» (orquestal y instrumental)                    | 4:05     |  |
| 11.                                  | «Beatus» (orquestal y instrumental)                        | 4:41     |  |
| 12.                                  | «Reconstructive Demonstrations» (orquestal y instrumental) | 5:04     |  |
| 13.                                  | «Peace Be Revenged» (orquestal y instrumental)             | 3:59     |  |
| 14.                                  | «Goddamn Trigger» (orquestal y instrumental)               | 3:21     |  |